# José Cardoso Sobrinho
José Cardoso Sobrinho O.C.C. (Caruaru, Brasil, 30 de junio de 1933) Arzobispo carmelita brasileño, actualmente en la Archidiócesis católico de las ciudades de Olinda y Recife en el estado brasileño de Pernambuco.
Se hizo socio de los Carmelitas en 1957 y fue nombrado obispo de Paracatu en 1979. Sobrinho es el sucesor de Don Hélder Câmara y tuvo la tarea de deshacer la influencia de la teología de la liberación en esa región de Brasil.

## Excomunión en 2009
En 2009, Sobrinho excomulgó (realmente declaró excomulgados, dado que el derecho canónico invocado impone la excomunión automáticamente) a la madre y a los médicos de una niña de 9 años por realizarle un aborto a la niña, que estaba embarazada de gemelos porque había sida violada por su padrastro, algo que había estado ocurriendo desde que la niña tenía 6 años. El asunto horrorizó el gobierno brasileño y provocó indignación del Presidente Luiz Inácio Lula da Silva. 
La decisión fue basada en el canon 1398, que pronuncia una autoexcomunión general latae sententiae en cualquier tipo de aborto provocado, y no requiere la opinión de un obispo. Hablando para la Santa Sede, el cardenal Giovanni Battista Re defendió la acción.
En cuanto a su declaración que la excomunión había ocurrido, Sobrinho expuso:

"El derecho de Dios es superior a cualquier ley humana. Cuando una ley humana - es decir, una ley que entra en vigor gracias a legisladores humanos - sea contra la ley de Dios, esa ley no tiene valor. Los adultos quienes aprobaron, quienes realizaron este aborto, han incurrido la excomunión."

Sin embargo, algunos obispos en Francia y Brasil han expuesto que otro canon, el canon 1324, podría utilizarse para anular la excomunión porque fue un caso extremo de violación incestal. Lee: La pena o precepto prescrito en la ley debe ser disminuida si fuese cometida por uno que fue motivado por el miedo serio. Parece que Humanae Vitae tolere este tipo de aborto, que lo categoriza como un aborto indirecto.
Un grupo de sacerdotes en Olinda y Recife, incluyendo el párroco general, publicaron una declaración que defendió el arzobispo y explicando que las medidas conformaron con el derecho natural y con el derecho eclesiástico. También la declaración fue defendida por Padre Berardo Graz del Diócesis de Guarulhos. Un médico expuso que la niña podría haber realizado su embarazo si una cesárea hubiera sido realizada, citando una lista de las madres más jóvenes.